# مياكي
مياكي هي بلدية في اليابان، وبلدة في اليابان، تقع في ساغا، بلغ عدد سكانها 25,094 نسمة وذلك حسب إحصائيات سنة 2018، تبلغ مساحتها 51.92 كيلومتر مربع.